# Тиришњаг (Олт)
Тиришњаг (рум. Tirișneag) насеље је у Румунији у округу Олт у општини Валени. Oпштина се налази на надморској висини од 128 m.

## Становништво
Према подацима из 2002. године у насељу је живело 255 становника, од којих су сви румунске националности.